# آنا کارنینا (فیلم ۲۰۰۸)
آنا کارنینا (ارمنی: Աննա Կարենինա) یک فیلم است محصول سال ۲۰۰۸, به کارگردانی آرمن رونوف

## بازیگران
- ولادیمیر مسریان
- داتئو ملکونیان